# コンゴウリキシオー
コンゴウリキシオー（欧字名:Kongo Rikishio、2002年3月27日 - 不明）は、アイルランドで生産された日本の競走馬
。主な勝ち鞍に2005年のきさらぎ賞、2006年の金鯱賞、2007年のマイラーズカップ、2008年のかきつばた記念。
馬名の意味は冠名「コンゴウ」に最強の力士になるようにという「力士王」、または「金剛力士」から。

## 経歴

### 競走馬時代
2004年12月19日、阪神競馬場での2歳新馬戦でデビュー。この競走にはディープインパクトも出走しており同馬に次ぐ2番人気に支持され、人気どおりの2着でレースを終えた。
2005年1月8日、2戦目の3歳未勝利戦で初勝利を挙げ、続く500万下条件戦くすのき賞でも1番人気の支持に応え2連勝、初の重賞挑戦となったきさらぎ賞では2番人気で、アドマイヤフジ、シックスセンスらを相手に勝利し、3連勝で重賞初制覇を成し遂げた。毎日杯3着を経てディープインパクトとの再戦となった皐月賞では、10番人気と低評価で、結果も16着と大敗。1戦を挟んで挑んだ東京優駿（日本ダービー）も16番人気で11着と再び大敗。これがディープインパクトとの最後の対戦になり雪辱を果たせなかった。この後地方のダートグレード競走を2戦するもいずれも勝利は挙げられず、3歳シーズンを終えた。
2006年、復帰2戦を2着、6着として迎えた金鯱賞では岩田康誠が騎乗し、逃げ切りできさらぎ賞以来の重賞2勝目を挙げた。その後重賞を2着、5着、2着と安定した走りをみせ、ポートアイランドステークスでは和田竜二が騎乗し1番人気に応え勝利を挙げた。
2007年、緒戦の中京記念では2番人気に支持されるも12着と大敗するが、次走のマイラーズカップで9番人気の低評価ながらスイープトウショウなどを抑えて逃げ切り、1分32秒2のコースレコードタイムで重賞3勝目を挙げた。次走の安田記念では前走同様軽快に逃げたが、ゴール直前にダイワメジャーにクビ差捕らえられ2着に終わった。しかしこの2着は世界的に評価され、8月11日に発表されたIFHA（国際競馬統括機関連盟）による『トップ50ワールドリーディングホース』において、マイル区分119ポンドで最高38位タイにランクされた。

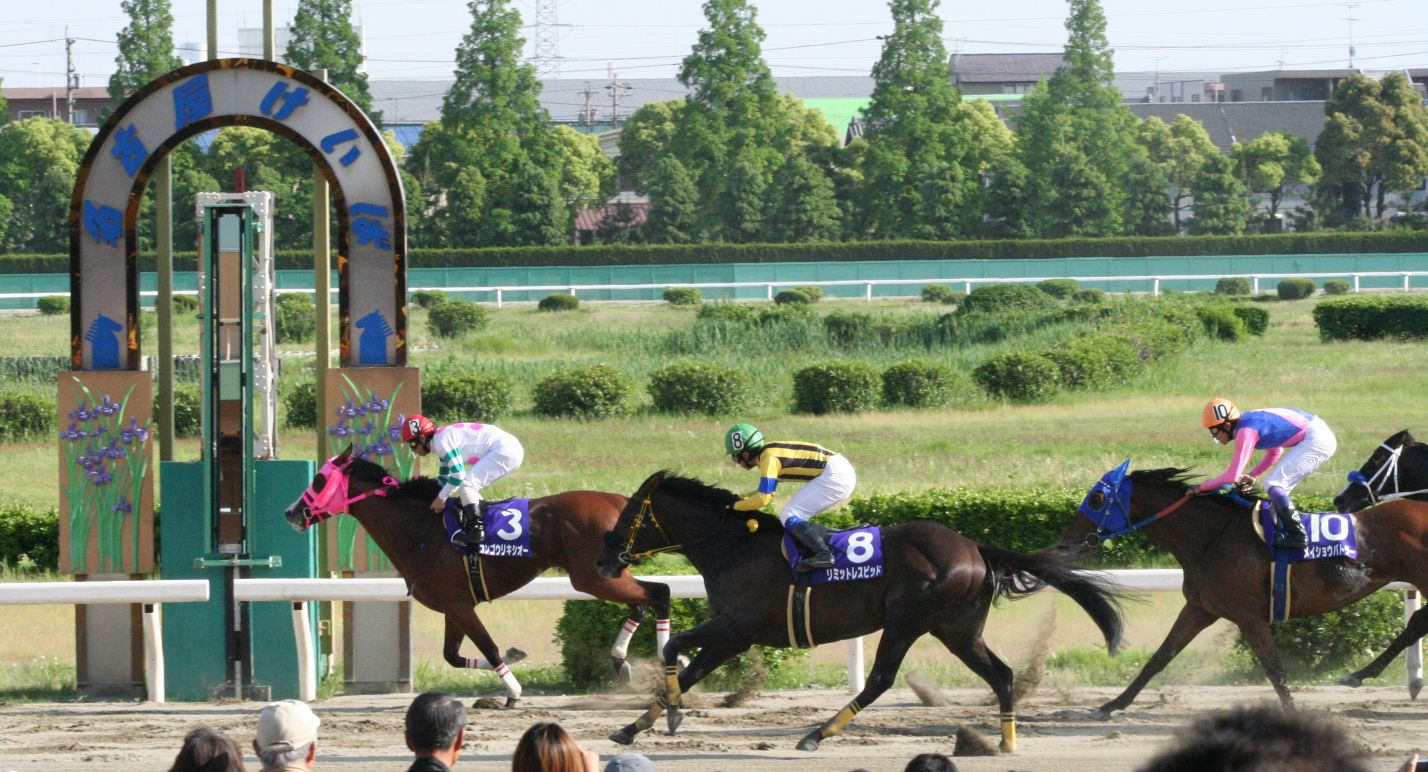
第10回かきつばた記念

休養を経て迎えた秋緒戦の毎日王冠ではハイペースとなり6着に敗れ、その後香港マイルに予備登録を行ったが、馬インフルエンザの影響で検疫期間が1ヶ月かかることから、日本から香港国際競走に参戦する予定だった他の有力馬の多くが相次いで回避を表明していた。しかし香港政府と日本国政府の調整の結果検疫期間が14日間に短縮されることとなり、香港マイルへの出走が正式に決定した。その後阪神競馬場で2週間の検疫を受けた後、香港カップに出走するシャドウゲイトと共に香港シャティン競馬場に移動した。12月9日に迎えたレースでは4番人気に支持され、スタートから果敢に逃げたものの、落鉄の影響もあり最後まで粘れず9着だった。レース後は12月12日にシャドウゲイトと共に帰国している。
2008年、1月22日に締め切られたアジアマイルチャレンジのシリーズ登録を行った。レースでは、中山記念から始動するが13着、続いて昨年制したマイラーズカップに出走するが7着だった。しかし、5月6日に行われたかきつばた記念では、リミットレスビッドやメイショウバトラーらを抑え久々の重賞4勝目を挙げた。続けて、5月28日のさきたま杯に出走、1番人気に推されたものの、出遅れが大きく響き9着に敗れた。
その後、中一週の間隔で安田記念に出走。スタート直後から激しく押してハナを奪うも、直線半ばで後続にかわされ6着に敗退した。その後、札幌記念に出走。前走通りハナを奪うが、4コーナーに差し掛かったところで失速し、ブービーの10着と大敗した。次走、エルムステークスでも逃げるものの、ここでも失速しまたもやブービーの11着に敗れた。その後、マイルチャンピオンシップ南部杯に出走するが、ここでもブービーの13着に終わる。続く富士ステークスでは12着だった。本番のマイルチャンピオンシップではクリストフ・ルメール騎手に乗り替わったがスタートでもハナをきれず、結局ブービーの17着に敗れた。その後、12月25日の兵庫ゴールドトロフィーに出走、人気通りの4着に終わった。
2009年、中10日の強行ローテーションで挑んだ京都金杯では逃げるものの、失速し13着に敗れた。その後、休養を挟んで5月10日の都大路ステークスに出走。10番人気と低評価だったが、逃げ粘って4着となった。続く6月7日の安田記念ではスタートからハナを奪うも直線で失速してブービーの17着と大敗した。このレースを最後に引退となり、2009年10月28日付で競走馬登録を抹消された。

### 引退後
引退後は韓国へ寄贈され、京畿道・競馬教育院で騎手候補生の訓練馬となっていたが、2010年5月に退厩。その後、飼養地の調査をした結果、所有の確認が取れなかったため、2018年11月30日付で死亡したものとみなされた。ただし、行方が分からなかったことから死亡として処理されたに過ぎず、確実に死亡したとは断言できない。

## 競走成績
| 年月日 | 年月日 | 年月日 | 競馬場 | 競走名             | 格      | 人気 | 倍率  | 着順 | 距離          | タイム  | （上3F） | 騎手       | 勝ち馬 / （2着馬）     |
| ------ | ------ | ------ | ------ | ------------------ | ------- | ---- | ----- | ---- | ------------- | ------- | -------- | ---------- | ---------------------- |
| 2004   | 12.    | 19     | 阪神   | 2歳新馬            |         | 2人  | 8.0   | 02着 | 芝2000m（良） | 02:04.5 | (34.1)   | 佐藤哲三   | ディープインパクト     |
| 2005   | 1.     | 8      | 京都   | 3歳未勝利          |         | 2人  | 2.7   | 01着 | 芝2000m（良） | 02:02.8 | (36.0)   | 藤田伸二   | （ブロードキャスター） |
|        | 1.     | 30     | 小倉   | くすのき賞         | 500万下 | 1人  | 1.3   | 01着 | 芝1800m（良） | 01:48.2 | (35.3)   | 中舘英二   | （バトルフエルテ）     |
|        | 2.     | 13     | 京都   | きさらぎ賞         | GIII    | 2人  | 3.7   | 01着 | 芝1800m（良） | 01:48.5 | (34.5)   | 藤田伸二   | （マキハタサーメット） |
|        | 3.     | 26     | 阪神   | 毎日杯             | GIII    | 1人  | 2.3   | 03着 | 芝2000m（良） | 02:02.4 | (34.6)   | 藤田伸二   | ローゼンクロイツ       |
|        | 4.     | 17     | 中山   | 皐月賞             | GI      | 10人 | 55.6  | 16着 | 芝2000m（良） | 02:01.0 | (36.2)   | 藤田伸二   | ディープインパクト     |
|        | 5.     | 7      | 京都   | 京都新聞杯         | GII     | 4人  | 12.3  | 05着 | 芝2200m（稍） | 02:13.7 | (36.9)   | 池添謙一   | インティライミ         |
|        | 5.     | 7      | 東京   | 東京優駿           | GI      | 16人 | 146.5 | 11着 | 芝2400m（良） | 02:25.6 | (35.3)   | 池添謙一   | ディープインパクト     |
|        | 7.     | 13     | 大井   | ジャパンDダービー  | GI      | 3人  |       | 07着 | ダ2000m（良） | 02:06.7 | (39.5)   | 藤田伸二   | カネヒキリ             |
|        | 9.     | 19     | 盛岡   | ダービーグランプリ | GI      | 5人  |       | 04着 | ダ2000m（良） | 02:06.5 |          | 藤田伸二   | カネヒキリ             |
| 2006   | 4.     | 9      | 中山   | エイプリルS        | OP      | 5人  | 15.2  | 02着 | 芝2000m（良） | 02:00.0 | (37.4)   | 後藤浩輝   | マチカネキララ         |
|        | 5.     | 6      | 新潟   | 新潟大賞典         | GIII    | 7人  | 12.7  | 06着 | 芝2000m（良） | 01:59.7 | (35.6)   | 中舘英二   | オースミグラスワン     |
|        | 5.     | 27     | 中京   | 金鯱賞             | GII     | 3人  | 6.0   | 01着 | 芝2000m（良） | 01:58.8 | (35.3)   | 岩田康誠   | （ローゼンクロイツ）   |
|        | 7.     | 9      | 福島   | 七夕賞             | GIII    | 1人  | 3.5   | 02着 | 芝2000m（良） | 01:59.5 | (37.0)   | 岩田康誠   | メイショウカイドウ     |
|        | 7.     | 30     | 小倉   | 小倉記念           | GIII    | 2人  | 2.8   | 05着 | 芝2000m（良） | 01:58.3 | (35.8)   | 岩田康誠   | スウィフトカレント     |
|        | 9.     | 9      | 中京   | 朝日チャレンジC    | GIII    | 1人  | 2.2   | 02着 | 芝2000m（良） | 01:57.4 | (35.0)   | 岩田康誠   | トリリオンカット       |
|        | 10.    | 1      | 中京   | ポートアイランドS  | OP      | 1人  | 2.5   | 01着 | 芝1800m（稍） | 01:47.3 | (37.1)   | 和田竜二   | （イースター）         |
| 2007   | 3.     | 4      | 中京   | 中京記念           | GIII    | 2人  | 4.0   | 12着 | 芝2000m（良） | 01:47.3 | (37.0)   | 熊沢重文   | ローゼンクロイツ       |
|        | 4.     | 14     | 阪神   | マイラーズカップ   | GII     | 9人  | 25.5  | 01着 | 芝1600m（良） | R1:32.2 | (34.0)   | 藤田伸二   | （スイープトウショウ） |
|        | 6.     | 3      | 東京   | 安田記念           | GI      | 3人  | 8.5   | 02着 | 芝1600m（良） | 01:32.3 | (34.8)   | 藤田伸二   | ダイワメジャー         |
|        | 10.    | 7      | 東京   | 毎日王冠           | GII     | 3人  | 6.0   | 06着 | 芝1800m（良） | 01:44.8 | (35.1)   | 藤田伸二   | チョウサン             |
|        | 12.    | 9      | 沙田   | 香港マイル         | G1      | 4人  |       | 09着 | 芝1600m（良） | 01:35.6 |          | 藤田伸二   | Good Ba Ba             |
| 2008   | 3.     | 2      | 中山   | 中山記念           | GII     | 3人  | 5.3   | 13着 | 芝1800m（良） | 01:48.7 | (36.7)   | 藤田伸二   | カンパニー             |
|        | 4.     | 19     | 阪神   | マイラーズカップ   | GII     | 4人  | 7.3   | 07着 | 芝1600m（良） | 01:34.0 | (35.2)   | 藤田伸二   | カンパニー             |
|        | 5.     | 6      | 名古屋 | かきつばた記念     | JpnIII  | 3人  | 4.7   | 01着 | ダ1400m（良） | 01:27.1 | (38.4)   | 藤田伸二   | （リミットレスビッド） |
|        | 5.     | 28     | 浦和   | さきたま杯         | JpnIII  | 1人  | 2.2   | 09着 | ダ1400m（良） | 01:27.7 | (38.4)   | 藤田伸二   | リミットレスビッド     |
|        | 6.     | 9      | 東京   | 安田記念           | GI      | 7人  | 23.0  | 06着 | 芝1600m（良） | 01:33.5 | (35.6)   | 藤田伸二   | ウオッカ               |
|        | 8.     | 24     | 札幌   | 札幌記念           | JpnII   | 4人  | 9.4   | 10着 | 芝2000m（良） | 02:00.4 | (37.6)   | 藤田伸二   | タスカータソルテ       |
|        | 9.     | 13     | 札幌   | エルムS            | JpnIII  | 6人  | 13.7  | 11着 | ダ1700m（良） | 01:45.0 | (38.0)   | 和田竜二   | フェラーリピサ         |
|        | 10.    | 13     | 盛岡   | マイルCS南部杯     | JpnI    | 3人  | 8.4   | 13着 | ダ1600m（良） | 01:42.5 |          | 藤田伸二   | ブルーコンコルド       |
|        | 10.    | 25     | 東京   | 富士S              | GIII    | 9人  | 25.3  | 12着 | 芝1600m（良） | 01:33.5 | (35.6)   | 柴田善臣   | サイレントプライド     |
|        | 11.    | 23     | 京都   | マイルCS           | GI      | 16人 | 76.1  | 17着 | 芝1600m（良） | 01:33.9 | (35.8)   | C.ルメール | ブルーメンブラット     |
| 2009   | 1.     | 5      | 京都   | 京都金杯           | GIII    | 9人  | 27.6  | 13着 | 芝1600m（良） | 01:35.1 | (36.2)   | 藤田伸二   | タマモサポート         |
|        | 5.     | 10     | 京都   | 都大路S            | OP      | 10人 | 32.0  | 04着 | 芝1600m（良） | 01:33.3 | (35.1)   | 木村健     | ライブコンサート       |
|        | 6.     | 7      | 東京   | 安田記念           | GI      | 14人 | 138.8 | 17着 | 芝1600m（良） | 01:35.5 | (38.1)   | 戸崎圭太   | ウオッカ               |

※タイム欄のRはレコード勝ちを示す。

## 血統表
| コンゴウリキシオーの血統ヌレイエフ系 / Northern Dancer 3×5×4=21.88%、Mr. Prospector 4×4=12.50%、Native Dancer 5×5=6.25%、Almahmoud 5×5=6.25% | コンゴウリキシオーの血統ヌレイエフ系 / Northern Dancer 3×5×4=21.88%、Mr. Prospector 4×4=12.50%、Native Dancer 5×5=6.25%、Almahmoud 5×5=6.25% | コンゴウリキシオーの血統ヌレイエフ系 / Northern Dancer 3×5×4=21.88%、Mr. Prospector 4×4=12.50%、Native Dancer 5×5=6.25%、Almahmoud 5×5=6.25% | （血統表の出典） | （血統表の出典） |
| 父 * ストラヴィンスキー Stravinsky 1996年 鹿毛                                                                                               | 父の父Nureyev 1977 鹿毛 | Northern Dancer | Nearctic         | Nearctic         |
| 父 * ストラヴィンスキー Stravinsky 1996年 鹿毛                                                                                               | 父の父Nureyev 1977 鹿毛 | Northern Dancer | Natalma          |                  |
| 父 * ストラヴィンスキー Stravinsky 1996年 鹿毛                                                                                               | 父の父Nureyev 1977 鹿毛 | Special | Forli            | Forli            |
| 父 * ストラヴィンスキー Stravinsky 1996年 鹿毛                                                                                               | 父の父Nureyev 1977 鹿毛 | Special | Thong            |                  |
| 父 * ストラヴィンスキー Stravinsky 1996年 鹿毛                                                                                               | 父の母Fire the Groom 1987年 黒鹿毛 | Blushing Groom | Red God          | Red God          |
| 父 * ストラヴィンスキー Stravinsky 1996年 鹿毛                                                                                               | 父の母Fire the Groom 1987年 黒鹿毛 | Blushing Groom | Runaway Bride    |                  |
| 父 * ストラヴィンスキー Stravinsky 1996年 鹿毛                                                                                               | 父の母Fire the Groom 1987年 黒鹿毛 | Prospector's Fire | Mr. Prospector   | Mr. Prospector   |
| 父 * ストラヴィンスキー Stravinsky 1996年 鹿毛                                                                                               | 父の母Fire the Groom 1987年 黒鹿毛 | Prospector's Fire | Native Street    |                  |
| 母 Principium 1995年 栗毛 | 母の父Hansel 1988年 鹿毛 | Woodman | Mr. Prospector   | Mr. Prospector   |
| 母 Principium 1995年 栗毛 | 母の父Hansel 1988年 鹿毛 | Woodman | *Playmate        |                  |
| 母 Principium 1995年 栗毛 | 母の父Hansel 1988年 鹿毛 | Count On Bonnie | Dancing Count    | Dancing Count    |
| 母 Principium 1995年 栗毛 | 母の父Hansel 1988年 鹿毛 | Count On Bonnie | Buena Notte      |                  |
| 母 Principium 1995年 栗毛 | 母の母Nazoo 1988年 鹿毛 | Nijinsky II | Northern Dancer  | Northern Dancer  |
| 母 Principium 1995年 栗毛 | 母の母Nazoo 1988年 鹿毛 | Nijinsky II | Flaming Page     |                  |
| 母 Principium 1995年 栗毛 | 母の母Nazoo 1988年 鹿毛 | La Dame Du Lac | Round Table      | Round Table      |
| 母 Principium 1995年 栗毛 | 母の母Nazoo 1988年 鹿毛 | La Dame Du Lac | Cosmah F-No.2-d  |                  |